# 傳野隆一
傳野 隆一（でんの りゅういち、1950年5月22日 - ）は、日本の医師・医学者。医学博士（札幌医科大学）。札幌医科大学名誉教授。北海道雄武町出身。

## 来歴
1978年3月、札幌医科大学医学部卒業。1982年3月、札幌医科大学大学院医学研究科博士課程修了。
1983年4月、札幌医科大学外科学第一講座助手。1985年10月、北海道立江差病院外科医長。1988年1月、東札幌病院外科医長。1995年4月、札幌医科大学外科学第一講座専任講師。1997年9月、札幌医科大学外科学第一講座助教授。2000年4月、札幌医科大学保健医療学部看護学科教授。その後、札幌医科大学医療人育成センター長に就任。2014年3月、札幌医科大学定年退官。2014年4月、札幌医科大学名誉教授。日本医療大学学長に就任。2018年、すこやかクリニック上幌向院長。2019年3月、日本医療大学退職。

## 研究
- 胃切除術後の病態生理に関する内容や癌転移に関する内容を研究[3]